# Зеленушкови
Зеленушковите (на латински: Labridae) са семейство морски риби, много от които с ярки цветове. Семейството е голямо и разнообразно, с над 600 вида в 81 рода, които са разделени на 9 подгрупи. Обикновено са малки, повечето от тях под 20 см на дължина, макар че най-големият представител на семейството, наполеоновата зеленушка, може да достигне до дължина 2,5 м. Основно са хищни риби, хранят се с широка гама от малки безгръбначни. По-дребните представители на семейството следват хранителните пътеки на по-големи риби и ловят безгръбначни организми, обезпокоени от преминаването на големите риби. Младите екземпляри на някои представители на родовете Bodianus, Epibulus, Cirrhilabrus, Oxycheilinus и Paracheilinus се крият сред пипалата на свободно живеещите корали и Heliofungia actiniformis.

## Разпространение
Повечето зеленушкови обитават тропичните и субтропичните води на Атлантическия, Индийския и Тихия океан, въпреки че някои видове живеят в умерени води: Labrus bergylta се среща на север чак до Норвегия. Обикновено се срещат в плитки водни местообитания като коралови рифове и скалисти брегове.

## Значение за хората
В крайбрежния регион на Западния Атлантически океан в Северна Америка най-разпространеният хранителен вид за местните хора е бил таутогът, вид морска риба. Днес зеленушковите често се срещат както в обществени, така и в домашни аквариуми. Някои видове са достатъчно малки, за да се считат за безопасни за рифовете. Те могат също така да се използват като чиста риба за борба с нашествията от морски въшки във ферми за сьомга.

## Галерия
- Наполеонова зеленущка в риф Апо, Филипини
- Наполеонова зеленушка, Аквариум в Мелбърн
- Coris gaimard, Хаваи
- Labroides phthirophagus в Хаваи.
- Gomphosus varius в Кона (Хаваи)
- Gomphosus varius
- Gomphosus caeruleus, плуващ
- Синьоглава морска риба, Белизкия бариерен риф
- Coris aygula, Червено море
- Anampses cuvieri, Хаваи
- Labroides dimidiatus
- Pseudocheilinus hexataenia